# Anna Konkina
Anna Fiodorowna Konkina (ros. Анна Фёдоровна Конкина, ur. 14 lipca 1947 we wsi Kiriłłowka) – radziecka kolarka szosowa, czterokrotna medalistka mistrzostw świata.

## Kariera
Pierwszy sukces w karierze Anna Konkina osiągnęła w 1967 roku, kiedy zdobyła brązowy medal w wyścigu ze startu wspólnego podczas mistrzostw świata w Heerlen. W zawodach tych wyprzedziły ją jedynie Brytyjka Beryl Burton oraz inna reprezentantka ZSRR – Lubow Zadorożna. Wynik ten powtórzyła na rozgrywanych pięć lat później mistrzostwach świata w Gap, tym razem ulegając jedynie Francuzce Geneviève Gambillon oraz ponownie Lubow Zadorożnej. W międzyczasie zdobyła złote medale w tej samej konkurencji na mistrzostwach świata w Leicester w 1970 roku i mistrzostwach świata w Mendrisio w 1971 roku. W latach 1967–1971 zdobywała mistrzostwo ZSRR w wyścigu ze startu wspólnego. Nigdy nie wzięła udziału w igrzyskach olimpijskich.